# Cristiano Ernesto di Brandeburgo-Bayreuth
Cristiano Ernesto di Brandeburgo-Bayreuth (Bayreuth, 6 agosto 1644 – Erlangen, 20 maggio 1712) fu un membro della casata degli Hohenzollern e Margravio di Brandeburgo-Bayreuth.

## Biografia

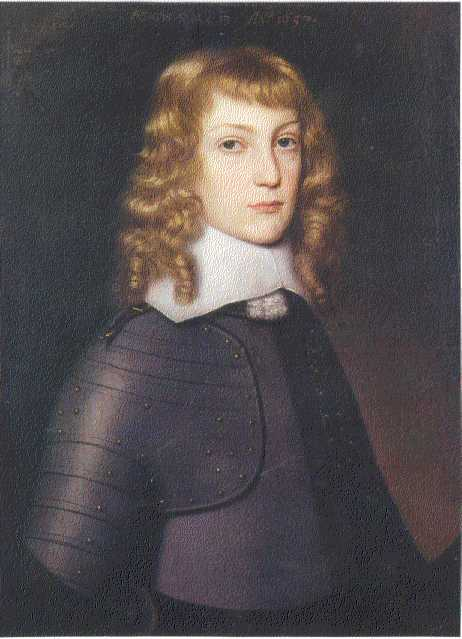
Ritratto giovanile del principe Cristiano Ernesto di Brandeburgo-Bayreuth

Cristiano Ernesto era l'unico figlio di Ermanno Augusto, Margravio Ereditario di Brandeburgo-Bayreuth, avuto dalla sua prima moglie (e prima cugina), Sofia di Brandeburgo-Ansbach.
La morte del padre (6 febbraio 1651) lo rese il nuovo erede di Bayreuth. Egli succedette al nonno, il Margravio Cristiano come Margravio di Bayreuth alla sua morte, il 30 maggio 1655, all'età di dieci anni. Per questo, suo zio Giorgio Alberto svolse per suo conto il ruolo di reggente sino al 1664, quando Cristiano Ernesto venne dichiarato maggiorenne ed assunse personalmente il governo del principato.
Cristiano Ernesto prese delle decisioni concrete per centralizzare l'autorità regionale di Bayreuth, costringendo gli ugonotti entro i confini della città di Erlangen e creando un'Accademia per Cavalieri, il primo nucleo dell'Università Regionale di Erlangen.
Come Margravio, fu un fedele sostenitore dell'imperatore Leopoldo I, in particolare nelle guerre contro i Paesi Bassi, la Lorena e nella liberazione di Vienna dai Turchi. Egli iniziò una fruttuosa carriera militare il 12 febbraio 1664, con la sua designazione a colonnello della Provincia di Franconia. In unione a questo titolo, dal 1668 egli sviluppò l'armamento al seguito dell'imperatore, al quale fornì un utilissimo aiuto. D'altro canto, prestò poca attenzione al principato e già dal 1672 esso risentì delle prime crisi finanziarie.
Le ambizioni militari di Cristiano Ernesto lo resero ad ogni modo un alleato essenziale per l'imperatore. Dopo la guerra contro i Paesi Bassi egli venne nominato Feldmaresciallo Luogotenente il 27 marzo 1676.
Con la battaglia di Vienna del 1683, Cristiano Ernesto acquisì ancora maggior rilievo.
Nel 1691 venne nominato Feldmaresciallo ed ottenne il comando di due gruppi delle armate imperiali presso l'alto corso del Reno nel 1692, ma poco dopo rinunciò all'incarico in favore del Margravio Luigi Guglielmo di Baden-Baden. Nel corso della Guerra di successione spagnola egli continuò ad ottenere molte vittorie sino al 22 maggio 1707 quando compì una decisione fatale. Cristiano Ernesto si rese amico di un generale francese che aveva finto di aver abbandonato l'esercito di Luigi XIV per unirsi al suo e gli rivelò le proprie intenzioni circa il fronte di attacco francese. Dando credito a questa informazione, ampliò a dismisura il fronte e questo permise l'irruzione delle truppe francesi che penetrarono in Svevia sino alla Baviera. La sua carriera militare si concluse tragicamente per questo errore.
Oltre che come militare, Cristiano Ernesto si distinse come protettore delle arti. Come allievo della Scuola Latina di Bayreuth, egli fondò nel 1664 una scuola secondaria che attualmente porta il suo nome (Ginnasio Cristiano Ernestino). Nella piazza principale, nel 1672, fece costruire una chiesa-castello che servisse come residenza per il clero locale. Nel 1695 l'architetto Leonhard Dientzenhofer, originario di Bamberga, iniziò la costruzione della torre ottagonale del castello. Nel 1686 accolse gli ugonotti respinti da Luigi XIV e li invitò a risiedere in una nuova zona di Erlangen; poco dopo, accolse a Erlangen i rifugiati del Palatinato, devastato dalla Guerra dei Nove anni.
Nella vita privata, il margravio era un grande amante dei cavalli e dei cani, in particolare di questi ultimi, di cui possedeva 85 esemplari.

## Matrimonio ed eredi
A Dresda, il 29 ottobre 1662, Cristiano Ernesto sposò Erdmute Sofia di Sassonia, che era anche la sua prima cugina (figlia di Maddalena Sibilla, sorella di suo padre). Dopo sette anni di matrimonio senza eredi, Erdmuthe Sofia morì il 22 giugno 1670.
A Stoccarda, l'8 febbraio 1671 (otto mesi dopo la morte della prima moglie), Cristiano Ernesto sposò in seconde nozze Sofia Luisa di Württemberg; l'unione terminò con la morte della moglie, dopo trentun anni di matrimonio, il 13 ottobre 1702. La coppia ebbe sei figli:
1. Cristiana Eberardina (29 dicembre 1671 - 5 settembre 1727); sposò il 20 gennaio 1693 Augusto, futuro Elettore di Sassonia e Re di Polonia.
2. Eleonora Maddalena (24 gennaio 1673 - 13 dicembre 1711); sposò l'8 settembre 1704 il Conte Ermanno Federico di Hohenzollern-Hechingen.
3. Claudia Eleonora Sofia (4 luglio 1675 - 11 febbraio 1676).
4. Carlotta Emilia (4 giugno 1677 - 15 febbraio 1678).
5. Giorgio Guglielmo (26 novembre 1678 - 18 dicembre 1726), Margravio di Bayreuth.
6. Carlo Ludovico (21 novembre 1679 - 7 aprile 1680).

A Potsdam, il 30 marzo 1703 (cinque mesi dopo la morte della seconda moglie), Cristiano Ernesto sposò Elisabetta Sofia di Brandeburgo, figlia di Federico I Guglielmo di Brandeburgo, ma il matrimonio non diede eredi.

## Ascendenza
|                                           |                                 |                                     | Genitori                           |  |  | Nonni |  |  | Bisnonni                        |  |  | Trisnonni                    |  |
|                                           |                                 |                                     |                                    |  |  |       |  |  | Giovanni Giorgio di Brandeburgo |  |  | Gioacchino II di Brandeburgo |  |
|                                           |                                 |                                     |                                    |  |  |       |  |  | Giovanni Giorgio di Brandeburgo |  |  | Gioacchino II di Brandeburgo |  |
|                                           |                                 | Maddalena di Sassonia               |                                    |  |  |       |  |  | Giovanni Giorgio di Brandeburgo |  |  |                              |  |
| Cristiano di Brandeburgo-Bayreuth         |                                 |                                     |                                    |  |  |       |  |  | Giovanni Giorgio di Brandeburgo |  |  |                              |  |
|                                           |                                 | Elisabetta di Anhalt-Zerbst         | Gioacchino Ernesto di Anhalt       |  |  |       |  |  |                                 |  |  |                              |  |
|                                           |                                 | Elisabetta di Anhalt-Zerbst         | Gioacchino Ernesto di Anhalt       |  |  |       |  |  |                                 |  |  |                              |  |
|                                           |                                 | Elisabetta di Anhalt-Zerbst         | Agnese di Barby                    |  |  |       |  |  |                                 |  |  |                              |  |
| Ermanno Augusto di Brandeburgo-Bayreuth   |                                 | Elisabetta di Anhalt-Zerbst         |                                    |  |  |       |  |  |                                 |  |  |                              |  |
|                                           |                                 | Alberto Federico di Prussia         | Alberto I di Prussia               |  |  |       |  |  |                                 |  |  |                              |  |
|                                           |                                 | Alberto Federico di Prussia         | Alberto I di Prussia               |  |  |       |  |  |                                 |  |  |                              |  |
|                                           |                                 | Alberto Federico di Prussia         | Anna Maria di Brunswick-Lüneburg   |  |  |       |  |  |                                 |  |  |                              |  |
| Maria di Hohenzollern                     |                                 | Alberto Federico di Prussia         |                                    |  |  |       |  |  |                                 |  |  |                              |  |
|                                           |                                 | Maria Eleonora di Jülich-Kleve-Berg | Guglielmo di Jülich-Kleve-Berg     |  |  |       |  |  |                                 |  |  |                              |  |
|                                           |                                 | Maria Eleonora di Jülich-Kleve-Berg | Guglielmo di Jülich-Kleve-Berg     |  |  |       |  |  |                                 |  |  |                              |  |
|                                           |                                 | Maria Eleonora di Jülich-Kleve-Berg | Maria d'Austria                    |  |  |       |  |  |                                 |  |  |                              |  |
| Cristiano Ernesto di Brandeburgo-Bayreuth |                                 | Maria Eleonora di Jülich-Kleve-Berg |                                    |  |  |       |  |  |                                 |  |  |                              |  |
|                                           | Giovanni Giorgio di Brandeburgo | Gioacchino II di Brandeburgo        |                                    |  |  |       |  |  |                                 |  |  |                              |  |
|                                           | Giovanni Giorgio di Brandeburgo | Gioacchino II di Brandeburgo        |                                    |  |  |       |  |  |                                 |  |  |                              |  |
|                                           | Giovanni Giorgio di Brandeburgo | Maddalena di Sassonia               |                                    |  |  |       |  |  |                                 |  |  |                              |  |
| Gioacchino Ernesto di Brandeburgo-Ansbach | Giovanni Giorgio di Brandeburgo |                                     |                                    |  |  |       |  |  |                                 |  |  |                              |  |
|                                           |                                 | Elisabetta di Anhalt-Zerbst         | Gioacchino Ernesto di Anhalt       |  |  |       |  |  |                                 |  |  |                              |  |
|                                           |                                 | Elisabetta di Anhalt-Zerbst         | Gioacchino Ernesto di Anhalt       |  |  |       |  |  |                                 |  |  |                              |  |
|                                           |                                 | Elisabetta di Anhalt-Zerbst         | Agnese di Barby                    |  |  |       |  |  |                                 |  |  |                              |  |
| Sofia di Brandeburgo-Ansbach              |                                 | Elisabetta di Anhalt-Zerbst         |                                    |  |  |       |  |  |                                 |  |  |                              |  |
|                                           |                                 | Giovanni Giorgio I di Solms-Laubach | Federico Magnus I di Solms-Laubach |  |  |       |  |  |                                 |  |  |                              |  |
|                                           |                                 | Giovanni Giorgio I di Solms-Laubach | Federico Magnus I di Solms-Laubach |  |  |       |  |  |                                 |  |  |                              |  |
|                                           |                                 | Giovanni Giorgio I di Solms-Laubach | Agnes von Wied                     |  |  |       |  |  |                                 |  |  |                              |  |
| Sofia di Solms-Laubach                    |                                 | Giovanni Giorgio I di Solms-Laubach |                                    |  |  |       |  |  |                                 |  |  |                              |  |
|                                           |                                 | Margarethe von Schönburg-Glauchau   | …                                  |  |  |       |  |  |                                 |  |  |                              |  |
|                                           |                                 | Margarethe von Schönburg-Glauchau   | …                                  |  |  |       |  |  |                                 |  |  |                              |  |
|                                           |                                 | Margarethe von Schönburg-Glauchau   | …                                  |  |  |       |  |  |                                 |  |  |                              |  |
|                                           |                                 | Margarethe von Schönburg-Glauchau   |                                    |  |  |       |  |  |                                 |  |  |                              |  |